# Vivnea, Strîi
Vivnea (în ucraineană Вівня) este o comună în raionul Strîi, regiunea Liov, Ucraina, formată numai din satul de reședință.

## Demografie
Componența lingvistică a comunei Vivnea
     Ucraineană (98,83%)
     Alte limbi (0,44%)
Conform recensământului din 2001, majoritatea populației comunei Vivnea era vorbitoare de ucraineană (98,83%), existând în minoritate și vorbitori de alte limbi.